# Église Notre-Dame-de-Grâce d'Eyguières
L'église Notre Dame des Grâces d'Eyguières est un bâtiment religieux, de confession catholique, situé dans la commune d'Eyguières, dans les Bouches-du-Rhône.

## Historique
Conçue à la fin du XVIIIe siècle, Esprit-Joseph Brun est le maître d'oeuvre de cette église. L'édifice dispose d'un orgue, sur lequel Frédéric Chopin joua en 1839, alors qu'il était encore dans l'église Notre-Dame-du-Mont à Marseille.
L'église est inscrite au titres des monuments historiques, depuis le 28 décembre 1984. Encore consacrée, elle dépend de l'archidiocèse d'Aix-en-Provence et Arles.
Cette église a subi un incendie criminel le dimanche 21 avril 2019.